# 米哈伊利夫卡 (克拉斯諾皮爾卡市鎮)
48°50′6″N 29°32′41″E / 48.83500°N 29.54472°E
米哈伊利夫卡（烏克蘭語：Михайлівка）是位於烏克蘭西南部的村莊，由文尼察州海辛區的克拉斯諾皮爾卡市鎮負責管轄。該村處於韋爾比奇河畔，始建於1817年，面積2.6平方公里，海拔高度225米，2001年人口1,460。